# Ingrid Nargang

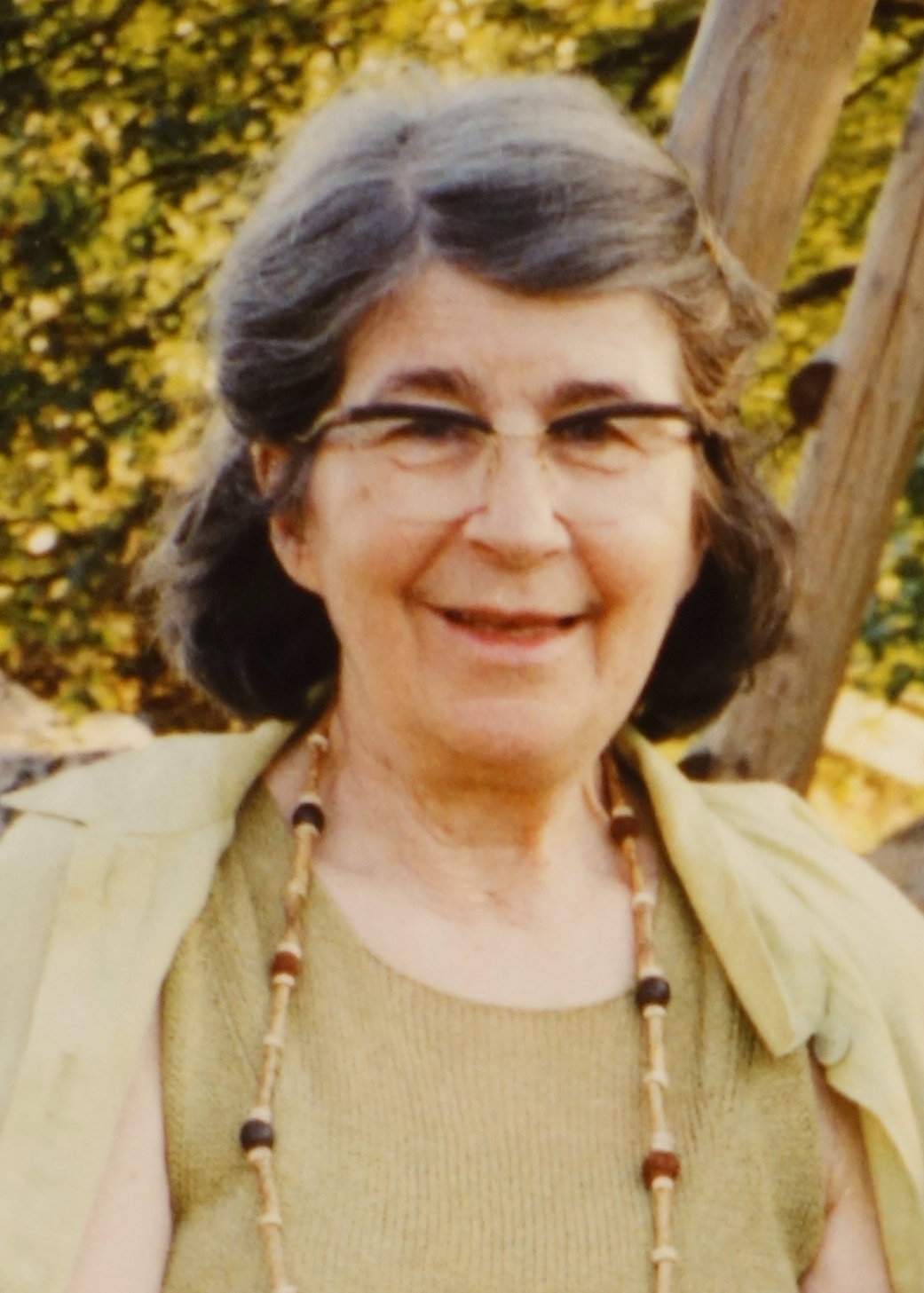
Ingrid Nargang (1999)

Alice Ingrid Annemarie Nargang (* 17. April 1929 in Czernowitz, Königreich Rumänien; † 10. Mai 2019 in Schärding, Österreich) war eine österreichische Juristin und Zeithistorikerin. Von 1964 bis 1993 war sie Vorsteherin des Bezirksgerichts Engelhartszell. Sie war die erste Frau an der Spitze eines ländlichen Bezirksgerichts in Österreich.

## Leben
Ingrid Nargang entstammte einer altösterreichischen Beamtenfamilie. Ihr Urgroßvater war der Altphilologe und Gymnasialdirektor Stefan Wolf, ein Großvater war Jurist. Die Familie lebte in Czernowitz in der Bukowina, die bis zum Ende des Ersten Weltkriegs als eigenes Kronland zur österreichischen Monarchie gehörte, danach an das Königreich Rumänien fiel und heute in Teilen in der Ukraine liegt (so auch Czernowitz).
Nargang wurde am 17. April 1929 geboren. Sie wurde von Mutter und Großmutter aufgezogen. Der Vater verließ die Familie, als sie zwei Jahre alt war. Im Sommer 1940, Nargang war damals elf Jahre alt, rückte die Sowjetunion als Folge des Hitler-Stalin-Pakts in die Nordbukowina ein und vereinbarte mit dem Deutschen Reich die Umsiedelung der deutschstämmigen Bevölkerung. Mit Mutter und Großmutter zog Nargang zunächst nach Niederschlesien, dann nach Oberschlesien. Als gegen Ende des Zweiten Weltkriegs die Russen nahten, flohen sie nach Oberösterreich.
Als sogenannte Heimatvertriebene und Volksdeutsche in Oberweis bei Gmunden wohnhaft, besuchte Nargang ab Herbst 1945 das Realgymnasium bei den Kreuzschwestern in Gmunden. Nach der Matura 1948 studierte sie in Innsbruck Rechtswissenschaften. Nebenbei besuchte sie einen Abiturientenlehrgang der Handelsakademie. 1952 promovierte sie zur Doktorin der Rechte. Anschließend absolvierte sie das Gerichtsjahr und studierte bis 1955 Wirtschaftswissenschaften. 1959 promovierte sie auch zur Doktorin der Sozial- und Wirtschaftswissenschaften. Bereits zuvor begann Nargang in Linz als Rechtsanwaltsanwärterin zu arbeiten und legte die Rechtsanwaltsprüfung ab. Anschließend war sie als Juristin beim Magistrat Linz tätig.
1963 gelang ihr schließlich die Aufnahme als Richterin. Ab 1964 bis zu ihrer Pensionierung im Jahr 1993 leitete Ingrid Nargang das Bezirksgericht Engelhartszell. Sie war die erste Frau, die an der Spitze eines ländlichen österreichischen Bezirksgerichts stand.
Als Zeithistorikerin beschäftigte sich Nargang mit der Geschichte der Bukowinadeutschen und mit der Lage der Flüchtlinge in Oberösterreich nach dem Zweiten Weltkrieg. Auch war sie Gründungsmitglied der Landsmannschaft der Buchenlanddeutschen in Linz.
Nargang war bis zuletzt in Engelhartszell, Linz und Wien wohnhaft. Sie verstarb am 10. Mai 2019.